# دهستان ایتیوند جنوبی
ایتیوند جنوبی، دهستانی است از توابع بخش کاکاوند شهرستان دلفان در استان لرستان ایران.

## جمعیت
براساس سرشماری سال ۱۳۸۵ جمعیت آن ۶٬۴۰۰ نفر (۱٬۱۹۶ خانوار) بوده‌است.